# Matt Sorum

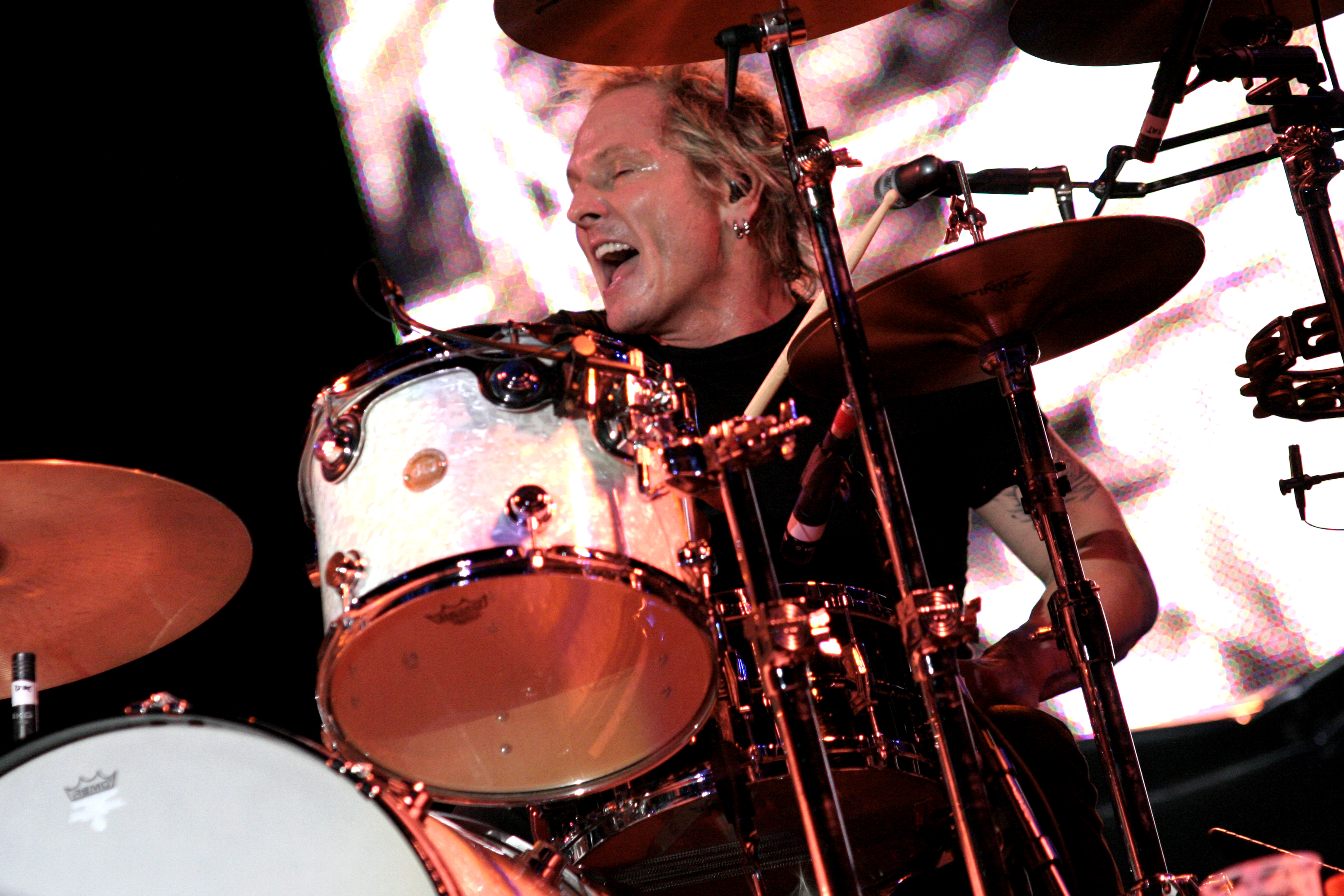
Sorum in april 2007 tijdens een optreden met Velvet Revolver.

Matthew William (Matt) Sorum (Mission Viejo, 19 november 1960) is een Amerikaans drummer en percussionist. Sorum is vooral bekend om zijn zevenjarige periode bij de band Guns N' Roses (1990-1997). Van 2002 tot 2012 was hij drummer van de band Velvet Revolver, waar onder anderen voormalig Guns N' Roses-leden Duff McKagan (bas) en Slash (gitaar) deel van uitmaakten.
- Bibliothèque nationale de France: cb14228830j (data)
- Gemeinsame Normdatei: 134594746
- International Standard Name Identifier: 0000 0001 0977 1651
- Library of Congress Control Number: no2010084279
- MusicBrainz: 21176a1c-bdbf-43d0-aaae-5f2df97b09bd
- Nederlandse Thesaurus van Auteursnamen: 341421995
- LIBRIS: 403794
- Système universitaire de documentation: 160600898
- Virtual International Authority File: 59296153
- WorldCat: E39PBJgt8JWydCc8CRXfmQgVG3